# Осек (Польша)
Осек (пол. Osiek)  —  город  в Польше, входит в Свентокшиское воеводство,  Сташувский повят.  Занимает площадь 17,44 км². Население — 1931 человек (на 2004 год).
Первое упоминание относится к временам Болеслава Храброго. Статус города получил в 1430 г. и имел его до 1869, а также с 1994.